# 佐々木紀
佐々木 紀（ささき はじめ、1974年〈昭和49年〉10月18日 ‐ ）は、日本の政治家。自由民主党所属の衆議院議員（5期）。
国土交通大臣政務官を歴任。

## 来歴
石川県能美市出身（森喜朗とは同郷）。脚本家の佐々木守は伯父。元プロ野球選手の松井秀喜とは中学の同級生。元石川県議会議員の佐々木博は祖父の弟にあたる。
石川県立小松高等学校を経て東北大学法学部（専攻は税法）卒業。東北大学卒業後、仙台にて友人と輸入ビジネスを起業。2003年に石川県へ戻り、父の経営するビル管理会社に入社した。2010年に小松青年会議所理事長、2011年に日本青年会議所石川ブロック協議会会長に就任し、青年会議所の活動やボランティアなどを通して新潟・福島ゲリラ豪雨や東日本大震災による被災地支援をおこなった。
2012年9月に、次期衆院選不出馬を表明した元首相の森の後継候補として自由民主党の公募で選出され、同年12月の第46回衆議院議員総選挙に石川2区から立候補し、2位以下の候補者に4倍近い差をつけて初当選した。当選後は清和政策研究会（細田派）に所属。
2014年12月の第47回衆議院議員総選挙に石川2区から立候補し、再選。
2017年10月の第48回衆議院議員総選挙で3選。
2019年9月、第4次安倍第2次改造内閣で国土交通大臣政務官（鉄道、自動車、災害対策、土地・建設産業などの関係施策の担当）に就任。
2021年10月31日、第49回衆議院議員総選挙で4選。
2024年4月20日、裏金1482万円の政治資金収支報告書不記載により党の役職停止となった宮本周司の後任として自民党石川県連の会長に就任。
2024年10月27日、第49回衆議院議員総選挙で5選。

## 政策・主張

### 憲法改正
- 憲法改正と集団的自衛権の行使に賛成。
- 日本の核武装については、「将来にわたって検討すべきでない」としている[10]。

### 経済
- アベノミクスを評価する。
- 「2区には中小の下請けや孫請けなど製造業が多く、実情を国に届ける。中小企業が経済と雇用を支えている。まずは経営支援だ。」と述べている[11]。
- 2013年4月15日の衆議院予算委員会第7分科会にて、地元の九谷焼や山中漆器の取り組みを例に「地方の強みを生かし、総意工夫で新しい商品、サービスを生み出す中小企業や小規模事業者こそが日本の経済成長の源泉だ」と支援を積極的に行うよう求めた[12]。
- 2013年4月19日の衆議院経済産業委員会で消費税増税の判断に関して「都市部と地方の景況感はタイムラグがあるので、都市部だけでなく地方の景況感も総合的に考慮すべきだ」と主張した[13]。
- 2014年4月2日の衆議院経済産業委員会にて中心市街地活性化法に基づく地方自治体の支援について「多岐にわたる支援メニューを自治体がワンストップで受けられるよう、省庁間の連携を密にするべきだ」と主張している[14]。
- 2018年4月18日の衆議院経済産業委員会では官公庁の発注に関して、民間に賃上げを求めるだけでは不十分だとし、政府が発注額を増やしたり最低賃金上昇分を予定価格に反映させたりして、企業が賃上げしやすい環境をつくるべきだと主張している[15]。
- 2019年4月3日衆議院経済産業委員会では消費税増税に伴って導入されるキャッシュレス決済のポイント還元について「消費喚起の効果が高く、地域経済の活性化に結び付ける視点が重要だ」とし、キャッシュレス決済の普及には使う側、使われる側の両輪で取り組む必要があると指摘。付与されたポイントを使いやすい仕組みづくりも考えるべきだとしている[16]。

### 外交
- 2017年4月7日の衆議院外務委員会ではサウジアラビアなど中東諸国との経済連携協定、自由貿易協定締結を急ぐよう求め、さらに日本企業の進出を促す経済特区をサウジアラビアに創設することで両国が合意したことを取り上げ、交渉や調整に当たる機関が必要だと指摘している[17]。
- 2017年4月19日の衆議院外務委員会では海外諸国との租税条約について、国内企業にとって租税条約は日本と投資先進国からの二重課税を防ぐメリットもあるとし、多国籍企業の課税逃れ対策に取り組む経済協力開発機構の国際プロジェクトでも日本が主導的役割を果たすべきだと主張し、タックス・ヘイヴンやペーパーカンパニーを通じた企業の課税逃れに厳正な対応を求めた[18]。

### 北陸新幹線
- 北陸新幹線敦賀以西ルートが小浜-京都案で決定したことに「早期着工に向けた財源は国費の上積みだけでは足りない。小浜案を推奨したJRにも応分の負担をしてもらうべきだ」と述べ、貸付料の増額などを検討する考えを示し、ルート議論では北陸と中京圏とのアクセス確保の重要性について理解が広がったとし、訴えを強める姿勢を示している[19]。
- 北陸新幹線敦賀開業時に導入予定とされてきたフリーゲージトレインについて、大阪、名古屋から金沢までの直通列車を検討するべきだとした。
- 北陸新幹線敦賀延伸後も在来線特急の県内乗り入れを存続させるよう求めていることについて「沿線の自治体や経済団体から強い要望が出ており、地元の代表として求めるのは当然のことだ。観光などにどれほど影響が出るかわからない。激変緩和措置として敦賀開業から数年間だけでも走らせて欲しい」と述べた[20]。
- 整備新幹線の建設促進にのしかかる財源問題について「本来は”前借り”することなく、当年度必要な額を確保することが大切」としている[21]。
- 北陸新幹線敦賀開業後、速達型「かがやき」の小松駅停車の可能性について「新幹線と空港が近いのは大きな利点街をつくることが一番の近道だ。一義的にはJRが決めることだが、金沢-福井間で1カ所止める可能性は十分にある」としている[22]。
- 金沢-敦賀開業について、国土交通省が開業時期の1年半延期、建設費の大幅増を説明した2020年11月11日の与党、自民党の会合にて「準備を進めていた自治体、民間企業にどのように配慮するのか、それが整理されない限り、とてもじゃないが承服できない」と指摘している[23]。
- 2020年12月9日国土交通省が北陸新幹線金沢-敦賀開業延期を1年半から1年程度とする方針を示したことに対し「遅れを1年まで短縮したことは評価しないといけないが『また遅れる』ということがないようにしたい」としている[24]。
- 2021年2月8日の衆議院予算委員会にて質問に立ち、開業時期が2024年春に1年ずれこ込んだ金沢-敦賀、未着工の敦賀-新大阪を挙げ「計画決定から47年が経過しても全線開業のめどがついていない北陸新幹線の整備をぜひお願いしたい」と要請し、整備新幹線の早期完成を求めた。これに対し菅義偉内閣総理大臣は「引き続き着実に整備し、高速ネットワークの構築に全力を尽くしたい」と応じた[25]。

### 白山総合車両所
- 自民党で白山総合車両所の観光活用を検討していることについて「車両所活用プロジェクトチーム座長に梶山弘志さん地方創生担当相（当時）で入閣したのは非常に頼りになる。今後、チームで全国の車両所の視察も検討している。地元からどのくらいの要望が出てくるかを見極め、具体的な支援策を練っていきたい」と述べた[20]。
- 北陸新幹線白山総合車両所を活用した観光振興については「JRが協力姿勢を示しており、地元の意向に沿うよう議論を仕上げたい」と述べている[26]。
- 白山総合車両所の活用が施策として形になりつつあることについて「地元の要望やJR西日本との協議を踏まえ、車両が見学できる『ビジターセンター』などの整備の財源に地方創生を目的にした交付金を充てる計画も練る考えを示した[27]。

### スポーツ政策
- 北國新聞社の取材に対し「スポーツはまちづくりや人づくりなどで社会の豊かさを生む。観戦する側の視点に立ったスタジアムやアリーナ施設の整備などスポーツ産業を伸ばすことは、今後の日本の経済成長に欠かさず、石川の地場産業の進行にも繋がる。」と述べている[28]。
- 南加賀の中学生硬式野球チーム「小松加賀リトルシニア」の会長を務めており、新型コロナ禍の中で青少年の健全育成や地域振興などの観点から「地域スポーツの受け皿のづくりが重要」スポーツ観戦においても入場制限をはじめ各種対策が取られているが「安価でセルフチェックできる仕組みづくりなど、新たな対策が必要だ」としている[29]。

### 地方創生
自身の新春国政報告会で東京一極集中などの課題に対し「このままでは日本の成長の源泉である地方が疲弊する」と力説し、「国はインバウンドを促進している。外国人に地方へ来てもらうため、観光を産業として育てることが重要」としている。

### 国土交通大臣政務官時代
2020年5月26日の衆議院総務委員会にて国土交通大臣政務官として答弁に立った際、精神障害者に対する鉄道料金の運賃割引について「JRを含む鉄道事業者の協力を求めていきたい。運賃割引は事業者の自主的な判断で行われている。理解が得られるように適切に対応する」としている。

#### 金沢外環状道路海側幹線等
「地元と国が歩調を合わせ、早期完成に向けて頑張りたい」としている。

#### 国道360号（飛騨地域-小松空港間）
- 「広域観光や災害対策の観点からも重要な路線になる。国会議員がしっかり結束して政治力を発揮し、地域の声を実現したい」としている[33]。
- 事業化への道が険しいことについて「両県（岐阜県-石川県）の懸念もあり、国交省との意思疎通が必要。一つ一つステップを踏みたい」としている[34]。
- 北國新聞社の取材に対し「大事なのは事業化までのプロセスを固めること。それをなくして陳情をしても目標のない登山みたいなもの。2009年にルート帯を絞るところまで進め、国が応援できる体制を作ってきた。今度は上がってきた階段を一段一段上がる作業を進めていきたい」と述べている[35]。
- 2020年2月9日の自身の国政報告会（小松市内）で事業化に向けて「政務官のうちに何とか道筋を付けたい。一段ずつ階段を上り、将来、道路が付く形まで持って行けたらいい」と話している[36]。
- 2020年11月、国土交通省は事業化に向け石川、岐阜両県とつくる道路検討間ワーキンググループ（作業部会）で月内にも加賀・飛騨両地域の企業約1万社余を対象にしたアンケート調査に着手することとなり、11日、道路整備を後押しする参議院の会の第二回会合が東京・永田町の参議院会館で開かれ、これに先立ち国道360号（飛騨地域-小松空港間）整備促進期成同盟会の会長としてメンバーらと国土交通省の大西副大臣を訪ね「なんとしてでも事業化までこぎ着けたい」と要望している[37]。

#### 国道159号羽咋道路
- 千里浜について「石川の観光にとって宝。試行錯誤しながら守っていかなくてはならない」としている[38]。
- 高松地区内の児童らの通学の安全を確保するため、高松歩道整備事業の早期着工などを求められたことに対して「速やかに事業を進めたい。地元が想定する完成時期など、今後も意見を聞かせてほしい」と述べている[39]。

#### 能登自動車道田鶴浜七尾道路
2020年8月8日行われた起工式にて国土交通大臣政務官としてあいさつし「輪島まで開通すれば途中に能登空港もあり、能登から三代都市圏へアクセスしやすくなる」と産業や物流、観光面での効果に期待し「病院への搬送時間短縮による命の道路としても期待される」ともしている。

#### 熊田川・西川
2019年12月7日に国土交通大臣政務官として白山市湊町の現地を視察した際「長年の懸案であり、国と地元が一体となって進めたい」と話している。

#### 防災
- 全国で中小河川の越水が相次いでいることに「石川県でも河道掘削を積極的に進められるよう交付税の補助金化を進めたい」としている[42]。
- 2019年台風15号19号21号が相次いだことから、ハザードマップの活用について「まずは国民の皆さんに知ってもらうこと。手元にあっても見たことがない人が多い。住んでいる場所の被害予測をしっかり確認して欲しい。地震と違い、台風や大雨は時間的な余裕があり避難経路など、自分に応じたそれぞれの『マイ・タイムライン』を作成することで備えて欲しい」としている[43]。

#### 農林水産
2021年4月14日衆議院農林水産委員会にて質疑に立ち、地方で減少している農業従事者の担い手を確保するため、地方創生移住支援事業の対象を拡大するよう求め、農業従事者ではない地位域住民が農協のサービス受ける『准組合員』の利用制限を巡り「准組合員も地域経済の発展を支える応援団だ」と述べ、改正農協法に反対の姿勢を強調している。

#### 小松空港
- 小松空港については国際化ではなく、国際空港化を目指したい。日本海側の拠点空港として、上海やソウル、台北、香港便に加え、タイやベトナム便も必要。自衛隊との共有空港という点では、もう一本、滑走路が欲しい。周辺の土地区画整理事業も併せて考えなければならない、としている[45]。
- 2020年8月小松空港民営化について「空港施設を民間委託する『コンセッション方式』でターミナルビル改築や空港アクセス強化などの可能性を広げる」としている。また「日本海側のライバル、新潟空港に遅れてはならない。民間投資を入れ、周辺のまちづくりを含めて小松空港の活性化を」と2020年8月9日に行われた石川県選出の国会議員と石川県知事らによる県政懇話会にて述べている[46]。

#### 石川県連会長
2019年8月20日立憲民主党と国民民主党の衆参両院での会派合流が決まった際「民主党の再来だ。本当に政策をすりあわせることができるのか」と疑問視し「安全保障やエネルギー問題で真正面から議論できる土台をつくってほしい。それができなければ、何も決められない集団に逆戻りするだけだ」と述べている。

### コロナ対応

#### マスクについて
- 2020年4月、石川県内でマスクが不足している際に、福井、富山両県が打ち出したマスク購入券の配布について「石川でも実施すべきだ」と唱え、マスクが市中に出回っていない現状を改善することが重要とし、公的機関である県が主導して、ドラッグストアなどの事業者がマスクを共同購入し、県が設定した値段で販売する仕組みを県へ提案した。「どうやら石川県庁は、福井、富山の二番煎じ、三番煎じになるのが嫌なようだ。そんなこと言ってる場合じゃない」と評している[48]。
- 2021年2月8日の衆議院予算委員会にて質問に立ち、感染予防のマスク選びで性能の優劣にかかわらず不織布を推奨するケースが目立っていることに疑問を呈し「布より不織布がいいという偏見に地元の繊維業界は大変怒っている。素材より性能で判断すべきだ」とし、その上で購入時の参考になる認証制度や品質基準を設けるよう求め、これに対し田村憲久厚生労働大臣は、日本衛生材料工業連合会が国の定める日本産業規格（JIS）の取得に向けた検討を進めているとし「厚労省としても適切に対応したい」と述べている[25]。

#### これまでの国際交流を通じて築いた人脈を使って
- 2020年5月14日に台南市台日文化友好交流基金会などが防具服300着、フェースシールド300枚、マスクカバー500枚を金沢市に寄付し、元自民党青年局長としてその外交窓口を担っている[49]。
- 2020年5月28日までにベトナムの国営投資企業べカメックスが石川県に新型コロナウイルス対策として防護服、フェイスシールド、ゴム手袋1万セット、325箱を寄付した際の仲介役を担っている[50]。

#### ワクチン接種について
2021年4月6日石川県南加賀地区（野々市市・白山市・川北町・能美市・小松市・加賀市）の首長等が新型コロナワクチン接種に関し、河野太郎規制改革担当相とオンライン会議で意見交換し、佐々木がその仲介をした。「近隣で取り組みを共有し、連携して進める必要がある」と指摘した。会議には、山田憲昭白山市長、和田愼司小松市長、粟貴章野々市市長、井出敏朗能美市長、加賀市副市長、川北町副町長が参加している。

### その他
- TPPへの参加には反対であり、「コメなど可能な限り多くの例外品目を設けるべき」だとしている[10]。
- 女性宮家の創設については反対を表明している[10]。
- 選択的夫婦別姓制度導入に反対[52]。
- 原発は日本に必要[53]。
- 細野豪志、鷲尾英一郎など民主党→民進党に所属していた議員が相次いで自民党入党の動きを見せていることについて2019年3月22日の党青年局の会合で「自民党候補を地方にあって、しっかり支えていただいた皆さんにすれば、『なんだ苦しい時に自民党を批判していた人たちが、今更になって自民党に入ってくるんだ、おかしいじゃないか』」と述べた[54]。
- 「1票の格差」是正を含む選挙制度改革について、「格差是正だけでなく、国民に約束した定数削減もきちんと答えを出すべきだ」としている[55]。
- 2022年9月、自民党は世界平和統一家庭連合（旧統一教会）と所属する国会議員の接点について公表した。この中で、佐々木が過去に旧統一教会の関連団体の会合に5回出席し、挨拶や講演を行なっていたことが明らかになった[56]。

## 批判

### コロナ感染拡大の責任転嫁に対する批判
2020年4月5日、自身のTwitterアカウントで新型コロナウイルス感染症拡大に関し「国のせいにしないでくださいね」と泣き顔の顔文字を入れてツイート。佐々木は国土交通政務官として在任しているが、新型コロナ対策に携わる当局者が国の責任を追及しないように求めた形で、ネット上には「責任逃れだ」などの批判が続出し炎上した。その後、佐々木は当該ツイートを削除し、新たに「政府発表と強制力の弱さから、各個人の注意喚起の意味と行動を促す為の投稿でしたが不適切でした」と弁明した一方で「国は自粛要請しています。感染拡大を国だけの責任にしないでくださいね。でも、自粛を求めるなら補償とセットでないといけません。しっかり取り組みます！」とツイートしたことで、弁明に対しても「あれは注意喚起ではなく責任転嫁」「国民を下に見ている」としてネット上を中心に批判が高まった。

## 所属団体・議員連盟
- 自民党たばこ議員連盟[59]
- 日本会議国会議員懇談会[60]
- 神道政治連盟国会議員懇談会[60]
- みんなで靖国神社に参拝する国会議員の会[60]
- 日本の尊厳と国益を護る会
- 文化芸術懇話会[61]
- 自由民主党観光産業振興議員連盟 事務局次長[62]
- 全国温泉振興議員連盟 事務局次長[62]
- バレーボール振興議員連盟 事務局長[62]
- 自由民主党お祭り議員連盟 事務局長[62]
- 自由民主党陶磁器文化・産業振興議員連盟 事務局次長[62]
- 警備業の更なる発展を応援する議員連盟 北陸ブロック副会長[62]
- ビルメンテナンス議員連盟[62]
- 日本の尊厳と国益を護る会　幹事長[要出典]

## 選挙歴
| 当落 | 選挙                   | 執行日         | 年齢 | 選挙区      | 政党       | 得票数     | 得票率 | 定数 | 得票順位 /候補者数 | 政党内比例順位 /政党当選者数 |
| ---- | ---------------------- | -------------- | ---- | ----------- | ---------- | ---------- | ------ | ---- | ------------------ | ---------------------------- |
| 当   | 第46回衆議院議員総選挙 | 2012年12月16日 | 38   | 石川県第2区 | 自由民主党 | 12万3283票 | 64.47% | 1    | 1/4                | /                            |
| 当   | 第47回衆議院議員総選挙 | 2014年12月14日 | 40   | 石川県第2区 | 自由民主党 | 11万583票  | 75.46% | 1    | 1/3                | /                            |
| 当   | 第48回衆議院議員総選挙 | 2017年10月22日 | 43   | 石川県第2区 | 自由民主党 | 11万8421票 | 62.33% | 1    | 1/4                | /                            |
| 当   | 第49回衆議院議員総選挙 | 2021年10月31日 | 47   | 石川県第2区 | 自由民主党 | 13万7032票 | 78.43% | 1    | 1/3                | /                            |
| 当   | 第50回衆議院議員総選挙 | 2024年10月27日 | 50   | 石川県第2区 | 自由民主党 | 10万617票  | 57.80% | 1    | 1/3                | /                            |